# Mediterraneibacter massiliensis
Mediterraneibacter massiliensis es una especie de  bacteria grampositiva del género Mediterraneibacter. Fue descrita en el año 2019, es la especie tipo. Su etimología hace referencia a Massilia, el nombre latino de Marsella. Tiene un tamaño de 0,2-0,4 μm de ancho por 1-1,4 μm de largo. Forma colonias translúcidas. Oxidasa negativa. Temperatura óptima de crecimiento de 37 °C. Se ha aislado de heces humanas. 